# Neotamias durangae
Neotamias durangae — вид гризунів родини Sciuridae. Він є ендеміком Мексики.

## Поширення
Цей вид має розділений ареал, з популяціями в горах Західна Сьєрра-Мадре та Сьєрра-Мадре-Східна на півночі Мексики. У горах Західна Сьєрра-Мадре він зустрічається від південно-західного Чіуауа до південного Дуранго, у вологих районах між 1980 і 2590 метрами над рівнем моря. Східна популяція мешкає в північній частині Сьєрра-Мадре-Східна та Сьєрра-дель-Кармен штату Коауїла, де її висота коливається від 2590 до 2900 метрів над рівнем моря.
Цей вид зустрічається в районах із сухим кліматом, хоча влітку часто йдуть сильні дощі, а взимку на верхніх схилах випадає сніг аж до травня. Верхні схили гір переважно вкриті лісами з сосни (Pinus) та дуба (Quercus) з розкиданими ялицями Abies religiosa, дугласією (Pseudotsuga menziesii) та осикою (Populus tremuloides). На нижчих рівнях у верхній частині Сонорської зони домінують дуби та багато чагарників.

## Спосіб життя
Цей вид спостерігали, як він харчувався кедровими горіхами та великим зеленим дубом. Розмір виводку становить від двох до чотирьох особин; вагітних самиць реєстрували у травні, червні та липні.